# Bospolder-Tussendijken

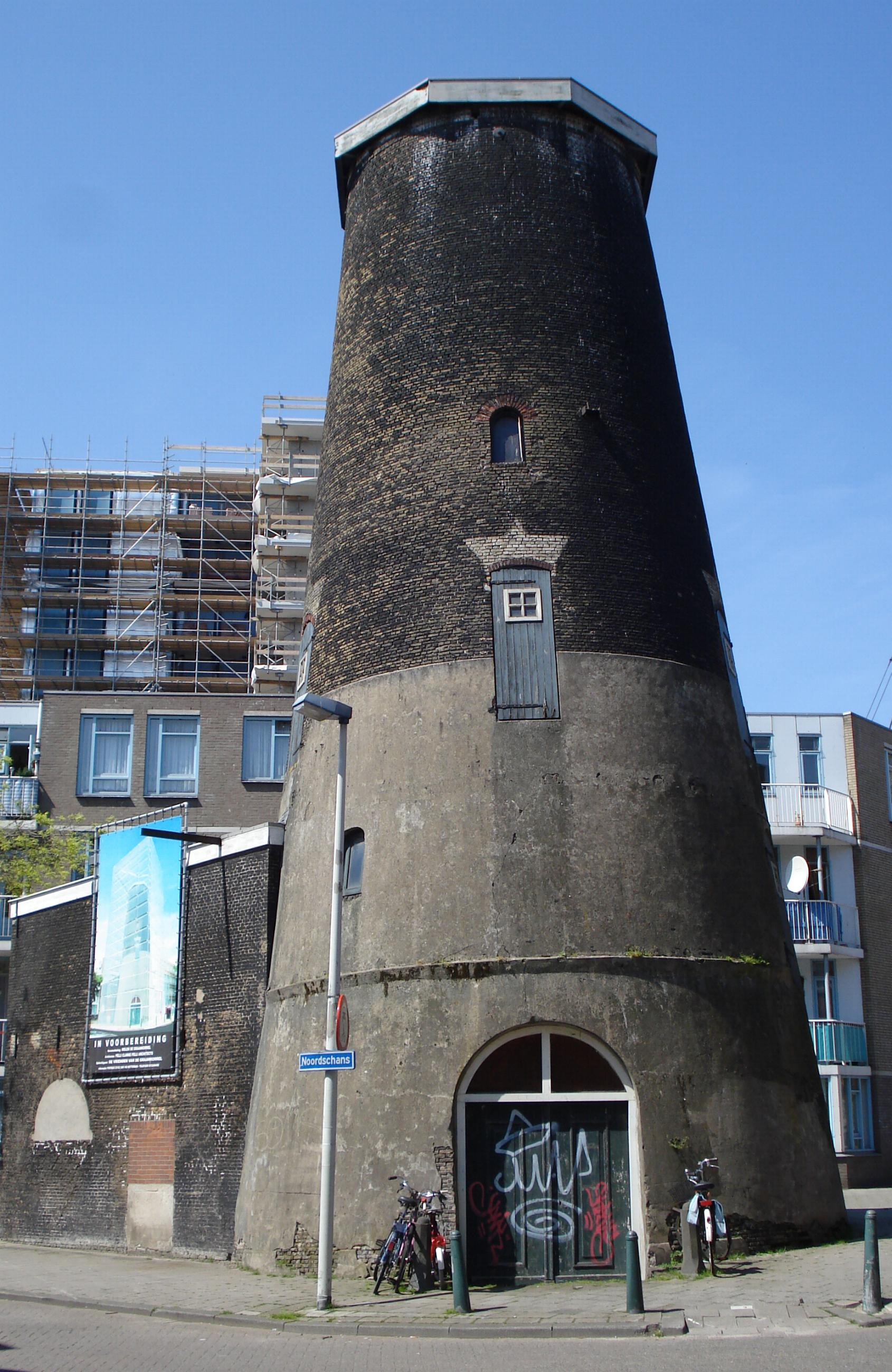
Voormalige molen De Graankorrel aan de Noordschans

Bospolder-Tussendijken is een wijk in Rotterdam, in het stadsdeel Delfshaven.

## Beschrijving
Bospolder-Tussendijken is een vooroorlogse stadswijk in het westen van de stad met ongeveer 14.500 inwoners. De wijk wordt in het oosten begrensd door de Delfshavense Schie en de Voorhaven in historisch Delfshaven, in het zuidwesten door het spoorwegemplacement bij de Hudsonstraat. In het noordwesten vormt de Mathenesserweg de grens met de wijk Spangen.
De wijk bestaat uit twee delen: Bospolder is het deel ten zuiden van de Schiedamseweg, Tussendijken ligt ten noorden van de Schiedamseweg.

## Geschiedenis
Bospolder-Tussendijken is bebouwd vanaf 1910. In dat jaar is de Schiedamseweg aangelegd vanaf de Aelbrechtskolk in historisch Delfshaven. Een aanzienlijk deel van Tussendijken werd bebouwd met sociale woningbouw, ontworpen door architect J.J.P. Oud. Rond 1930 was de aanleg van de wijk voltooid.
Op 31 maart 1943 werd het westelijk deel van de wijk getroffen door een geallieerd bombardement op Rotterdam-West waarbij minstens 417 doden vielen. In de jaren vijftig is de wijk herbouwd.
Aan de Jan Kruijffstraat stond tussen 1930 en 1973 de Sint-Antonius-Abtkerk. Op deze plaats werd het bejaardenhuis De Schans gebouwd, dat in 2005 eveneens gesloopt werd en vervangen door een nieuw bejaardenhuis.

## Bevolking
De laatste dertig jaar is de wijk sterk van aanzien veranderd: vanaf de jaren zeventig zijn veel allochtonen in de wijk komen wonen. Zij vormen nu de meerderheid van de bevolking. Sinds de jaren tachtig zijn veel oude woningen gesloopt en vervangen door nieuwbouw.
| Bevolkingssamenstelling 2006 | Bospolder/Tussendijken [%] | Rotterdam [%] |
| ---------------------------- | -------------------------- | ------------- |
| Autochtonen                  | 22                         | 54            |
| Allochtonen                  | 78                         | 46            |
| waarvan                      |                            |               |
| Surinamers                   | 15                         | 19            |
| Turken                       | 28                         | 17            |
| Marokkanen                   | 20                         | 14            |
| Antillianen                  | 3                          | 7             |

Bospolder-Tussendijken · 
Delfshaven-Schiemond · 
Middelland · 
Nieuw-Mathenesse · 
Nieuwe Westen · 
Oud-Mathenesse · 
Spangen
Rotterdam Centrum ·
Rotterdam-Noord ·
Rotterdam-Oost ·
Rotterdam-West ·
Rotterdam-Zuid ·
110-Morgen ·
Afrikaanderwijk ·
Agniesebuurt ·
Bergpolder ·
Beverwaard ·
Blijdorp ·
Blijdorpse polder ·
Bloemhof ·
Boomgaardshoek ·
Bospolder-Tussendijken ·
CS-kwartier ·
Carnisserbuurt ·
Cool ·
Crooswijk ·
De Esch ·
De Veranda ·
Delfshaven ·
Delfshaven-Schiemond ·
Dijkzigt ·
Feijenoord ·
Gadering ·
Groenenhagen-Tuinenhoven ·
Groot-IJsselmonde ·
Heijplaat ·
Het Lage Land ·
Hillegersberg ·
Hillesluis ·
Homerusbuurt ·
Hordijkerveld ·
Kandelaar ·
Karl Marxbuurt ·
Katendrecht ·
Kiefhoek ·
Kleinpolder ·
Kleiwegkwartier ·
Kop van Zuid ·
Kralingen ·
Kralingse Veer ·
Kreekhuizen ·
Landzicht ·
Liskwartier ·
Lloydkwartier ·
Lombardijen ·
Meeuwenplaat ·
Middelland ·
Middengebied ·
Millinxbuurt ·
Molenlaankwartier ·
Molièrebuurt ·
Nesselande ·
Nieuw Engeland ·
Nieuw-Mathenesse ·
Nieuwe Westen ·
Nooddorp ·
Noordereiland ·
Ommoord ·
Oosterflank ·
Oud-Charlois ·
Oud-IJsselmonde ·
Oud-Mathenesse ·
Oude Noorden ·
Oude Westen ·
Oudeland ·
Overschie ·
Pendrecht ·
Prinsenland ·
Provenierswijk ·
Reyeroord ·
Rubroek ·
Sagenbuurt ·
Scheepvaartkwartier ·
Schiebroek ·
Schiemond ·
's-Gravenland ·
Smeetsland ·
Spaanse Polder ·
Spangen ·
Sportdorp ·
Stadsdriehoek ·
Struisenburg ·
Tarwewijk ·
Terbregge ·
Tussenwater ·
Varenbuurt ·
Vondelingenplaat ·
Vreewijk ·
Waalhaven ·
Westpunt ·
Wielewaal ·
Witte Dorp ·
Zalmplaat ·
Zenobuurt ·
Zestienhoven ·
Zevenkamp ·
Zomerland ·
Zuidwijk